# 西陽郡
西陽郡（せいよう-ぐん）は、中国にかつて存在した郡。晋代から隋初にかけて、現在の湖北省黄岡市一帯に設置された。

## 概要
291年（元康元年）、西晋により司馬羕が西陽王に封じられると、弋陽郡が分割されて西陽国が立てられた。西陽国は豫州に属し、郡治は西陽県に置かれた。326年（東晋の咸和元年）、西陽王司馬羕が弋陽県王に降格されると、西陽国は西陽郡と改められた。
454年（南朝宋の孝建元年）、西陽郡は郢州に転属した。469年（泰始5年）、西陽郡は再び豫州に属した。後に再び郢州に属した。宋の西陽郡は西陽・西陵・孝寧・蘄陽・義安・蘄水左・東安左・建寧左・希水左・陽城左の10県を管轄した。
南朝斉のとき、西陽郡は西陵・蘄陽・西陽・孝寧・期思・義安左・希水左・東安左・蘄水左の9県を管轄した。
575年（南朝陳の太建7年）、西陽郡の郡治が保城に移された。
北周のとき、西陽郡は弋州に転属した。
583年（開皇3年）、隋が郡制を廃すると、西陽郡は廃止された。